# گارسون، اویلا
گارسون (هویلا) (به اسپانیایی: Garzón (Colombia)) یک سکونتگاه مسکونی در کلمبیا است که در بخش هویلا واقع شده‌است.

## خصوصیات
گارسون ۵۸۰ کیلومترمربع مساحت و ۸۰٬۰۰۰ نفر جمعیت دارد و ۸۲۸ متر بالاتر از سطح دریا واقع شده‌است.